# Джет-2000
Джет-2000 — российская авиакомпания, специализирующаяся на бизнес-авиации. Трёхкратный обладатель премии «Крылья России» в номинации «Авиакомпания года — оператор деловой авиации» (в 2005, 2007 и 2009 годах).

## Описание
Авиакомпания начала работу в 1999 году, её профиль — бизнес-авиация. Компания использует современные воздушные судна бизнес-класса от таких именитых в этой сфере изготовителей, как «Bombardier», «Gulfstream», «Dassault» и «Hawker Beechcraft». В распоряжении компании есть отдельные инженерно-авиационные и лётные службы.
В авиапарк компании входили: «Dassault Falcon 2000EX EASy» (2007 года) на десять пассажиров; Ан-74Д (1997 года) и «Bombardier Challenger 604» (2006 года) на девять мест; два «Hawker 850XP» (2007 года и 2006 года), «Hawker 750» (2008 года) и «Raytheon Hawker 4000» (2010 года) на восемь человек. В настоящее время остался только один Ан-74Д.
1 марта 2012 года Росавиация аннулировала сертификат эксплуатанта авиакомпании «в связи с выявленными фактами нарушения (несоблюдения) эксплуатантом сертификационных требований, действующих в гражданской авиации Российской Федерации». Осенью 2011 года Росавиация уже приостанавливала работу «Джет-2000», но через месяц действие сертификата было возобновлено. По словам президента компании Леонида Кошелева, «у „Джет-2000“ аннулировали сертификат по формальному признаку количества самолётов в сертификате».